# Psilopilum laxifolium
Psilopilum laxifolium là một loài rêu trong họ Polytrichaceae. Loài này được Dixon mô tả khoa học đầu tiên năm 1960.